# 宋君禦
宋君禦（そうくんぎょ、? - 紀元前620年）は、春秋時代の宋の君主（在位前620年）。姓は子、名は禦。襄公の子。成公の弟にあたる。紀元前620年、成公の死後に、禦は宋の太子を殺害して自ら宋国の君主となった。宋の人は協力して禦を殺し、杵臼（昭公）を君主に擁立した。
宋君禦の記事は『史記』にのみ見え、『春秋左氏伝』に見えない。